# Vitorino Guimarães
Pour les articles homonymes, voir Guimarães (homonymie).
Vitorino Máximo de Carvalho Guimarães (Penafiel, 13 novembre 1876 - 18 octobre 1957) est un économiste et homme d'État portugais qui fut, en 1925, ministre d'État de l'un des gouvernements de la Première République portugaise.
Vitorino Guimarães entre à l'École de l'armée en 1901, obtenant un diplôme officiel de l'administration militaire commençant une carrière et un passage dans le domaine de l'administration de l'armée. Il intègre le comité pour l'annonce de la République et ses implantations, en 1911, il est élu membre de la Chambre des représentants, pour la circonscription de Bragança.
Vitorino Guimarães est le père d'Elina Guimarães, écrivaine et militante féministe.